# Lijst van bisschoppen van Freising en aartsbisschoppen van München-Freising
Dit is een lijst van bisschoppen, prins-bisschoppen en aartsbisschoppen van Freising, vanaf de 19e eeuw het aartsbisdom München-Freising in Beieren
- Corbinianus (723-730)

## Bisdomshervorming door Bonifatius (739)
- Erembert (739-747/748)
- Jozef van Verona (747/748-764)
- Arbeo (764-783/784)
- Atto (783/784-810/811)
- Hitto (810/811-834/835)
- Erchanbert (835/836-854)
- Anno (854/855-875)
- Arnold (875-883)
- Waldo (883/884-903/906)
- Utto (904/906-907)
- Dracholf (907-926)
- Wolfram (926-937)
- Lantbert (937/938-957)
- Abraham (956/957-993/994)
- Gottschalk (994-1005/1006)
- Egilbert von Moosburg (1005/1006-1039)
- Nitker (1039-1052)
- Ellenhard (1052-1078)
- Meginward (1078-1098)
- Heinrich I. (1098-1137)
- Otto van Freising (1137-1158)
- Albert I von Harthausen (1158-1184)
- Otto II, Graaf von Berg (1184-1220)
- Gerold von Waldeck (1220-1230)
- Konrad I von Tölz und Hohenburg (1230-1258)
- Konrad II (1258-1278/1279)
- Friedrich von Montalban (1279-1282

## Verheffing totHochstift(1294)
- Emicho, Wildgraf von Wittelsbach (1282-1311)
- Gottfried von Hexenagger (1311-1314)
- Konrad III der Sendlinger (1314-1322)
- Johannes I Wulfing (1323-1324)
- Konrad IV von Klingenberg (1324-1340)
- Johannes II Hake (1340-1349)
- Albert II, Graaf von Hohenberg (1349)-1359)
- Paul von Jägerndorf (1359-1377)
- Leopold von Sturmberg (1377-1381)
- Berthold von Wehingen (1381-1410)
- Konrad V von Hebenstreit (1411-1412)
- Herman Graaf van Celje (1412-1421)
- Nikodemus della Scala (1421/1422-1443)
- Heinrich II Schlick (1443-1448)
- Johannes III Grünwalder (1448-1452)
- Johann IV Tulbeck (1453-1473)
- Sixtus von Tannberg (1473-1495)
- Ruprecht, paltsgraaf aan de Rijn (1495-1498)
- Filips, paltsgraaf aan de Rijn (1498-1541)
- Hendrik, paltsgraaf aan de Rijn (1541-1551)
- Leo Lösch von Hilkertshausen (1551-1559)
- Moritz von Sandizell (1559-1566)
- Ernst van Beieren (1566-1612)
- Stephan von Seiboldsdorf (1612-1618)
- Veit Adam von Gepeckh (1618-1651)
- Albert Sigismund van Beieren (1651/1652-1685)
- Jozef Clemens van Beieren (1685-1694)
- Johann Franz Eckher von Kapfing und Liechteneck (1694/1695-1727)
- Johan Theodoor van Beieren (1727-1763)
- Clemens Wenceslaus van Saksen (1763-1768)
- Ludwig Joseph Freiherr von Welden (1768-1788)
- Ems. Maximilian Prokop, Graaf von Törring-Jettenbach (1788-1789)
- Joseph Konrad, vrijheer von Schroffenberg (1789-1803)
- Sedesvacatie vanwege de herstructurering (1803-1821)

## Verheffing tot aartsbisdom (1817/1821)
- Lothar Anselm Freiherr von Gebsattel (1821?1846)
- Karl August Graaf von Reisach (1846?1856)
- Gregor von Scherr (1856?1877)
- Antonius von Steichele (1878?1889)
- Antonius von Thoma (1889?1897)
- Franz Joseph von Stein (1898-1909)
- Franziskus kardinaal von Bettinger (1909-1917)
- Michael kardinaal von Faulhaber (1917-1952)
- Joseph kardinaal Wendel (1952-1960)
- Julius kardinaal Döpfner (1961-1976)
- Joseph kardinaal Ratzinger (1977-1982)
- Friedrich kardinaal Wetter (1982 - 2007)
- Reinhard kardinaal Marx (sinds 2007)